# Міялинський сільський округ (Балхаський район)
Міяли́нський сільський округ (каз. Миялы ауылдық округі, рос. Миялинский сельский округ) — адміністративна одиниця у складі Балхаського району Алматинської області Казахстану. Адміністративний центр та єдиний населений пункт — село Міяли.
Населення — 1089 осіб (2021; 1128 у 2009, 1269 у 1999, 1762 у 1989).
Станом на 1989 рік існувала Міялинська сільська рада (села Бояули, Карагаш, Куланбаси). До 1999 року село Бояули було передане до складу Баканаського сільського округу.

## Склад
До складу округу входять такі населені пункти:
| Населений пункт | Стара назва | Населення, осіб (1989) | Населення, осіб (1999) | Населення, осіб (2009) | Населення, осіб (2021) |
| --------------- | ----------- | ---------------------- | ---------------------- | ---------------------- | ---------------------- |
| Куланбаси, село | -           | 492                    | 118                    | -                      | -                      |
| Міяли, село     | Карагаш     | 1270                   | 1151                   | 1128                   | 1089                   |